# دیرین‌اقلیم‌شناسی
دیرین‌اقلیم‌شناسی یا آب و هواشناسی دیرینه (Paleoclimatology)، مطالعه شرایط آب و هوایی گذشته کره زمین است. در واقع، هر گونه پژوهشی که اطلاعاتی دربارهٔ شرایط آب و هوایی کره زمین پیش از احداث ایستگاه‌های هواشناسی فراهم کند، در زمرهٔ پژوهش‌های دیرین‌اقلیم‌شناسی قرار می‌گیرد. به‌طورکلی، طولانی‌ترین داده‌های اندازه‌گیری‌شده در ایستگاه‌های هواشناسی در برخی از نقاط جهان نزدیک به ۱۵۰ سال گذشته را پوشش می‌دهند. حال آنکه مدت زمان ثبت داده‌های ایستگاهی در ایران کوتاه‌تر بوده و به حدود ۱۹۵۰ میلادی بر می‌گردد. در مقایسه با عمر طولانی کره زمین، اطلاعات ثبت‌شده در ایستگاه‌های هواشناسی بازهٔ زمانی بسیار کوتاهی را پوشش می‌دهند. این در حالی است که برخی از عوامل تغییردهندهٔ اقلیم کره زمین در مقیاس‌های زمانی چند صد هزار ساله (همچون تغییرات مدار کره زمین) عمل می‌کنند و اقلیم کره زمین را دستخوش تغییر می‌کنند. از این رو، دانش دیرین‌اقلیم‌شناسی در پی آن است تا با دستیابی به آرشیوهایی (Archives) از اقلیم دیرینه همچون رسوبات اقیانوسی و دریاچه‌ای، مغزه‌های یخی، رسوبات غاری، مرجان‌ها، حلقه‌های درختی و غیره و با به‌کارگیری روش‌های ویژه (Proxies) دیرین‌اقلیم‌شناسی بر روی این آرشیوها، تغییرات اقلیم کره زمین در بازه‌های زمانی بلندمدت را بازسازی کند. چنین بازسازی‌هایی، دانش ما را از شیوهٔ پاسخگویی اقلیم کره زمین به واداشت‌های وارده بر آن بیشتر می‌کند و در واقع همچنان که از جمله مشهور «گذشته کلید آینده است» بر می‌آید، می‌توان با بهره‌گیری از اطلاعات به دست آمده از پژوهش‌های دیرین‌اقلیم‌شناسی با اطمینان بیشتری تغییرات اقلیمی آینده کره زمین را پیش‌بینی کرد. شاخه‌ای از اقلیم‌شناسی را که به مطالعه وضعیت اقلیم گذشته زمین می‌پردازد، دیرین‌اقلیم‌شناسی می‌نامند. این اقلیم ترکیبی از دانشی نظیر زمین‌شناسی، جغرافیای دیرینه، گیاه‌شناسی و جانورشناسی در راستای اقلیم‌شناسی در دیرین‌اقلیم‌شناسی به مطالعه آثار و نشانه‌هایی می‌پردازند که در نتیجه سیر تحولی اقلیم از گذشته‌های دور به جا مانده‌است. امروزه یافته‌های این علم تصویری نسبتاً واضح از چگونگی تغییرات آب وهوایی طی ۵۰۰ الی ۱۰۰۰ میلیون سال پیش به دست داده‌است. بدیهی است که رویدادهای اقلیمی با نزدیک‌شدن هر چه بیشتر به زمان حال دقیق‌تر و روشن‌تر می‌شود.
دستاوردهای دیرین‌اقلیم‌شناسی و نیز اسناد تاریخی نشان می‌دهد که آب وهوا (اقلیم) در طول میلیون‌ها و هزاران سال گذشته تغییرات اساسی را تجربه کرده‌است و دوره‌های خشک و مرطوب و سرد و گرم به‌طور متناوب جایگزین یکدیگر شده‌اند. نوسان‌های اقلیمی حتی در ۲۰۰ سال اخیر که آمار و داده‌های هواشناسی در مورد آن موجود است، بسیار ملموس بوده‌اند. برخی از اقلیم‌شناسان نوسان‌های اقلیمی را به تلاطم و امواج دریایی تشبیه می‌کنند که حرکت واقعی آن را تغییرات حقیقی اقلیم همچون گذار از دوره‌های یخچالی و بین یخچالی تشکیل می‌دهند.